# Exoprosopa hyalinipennis
Exoprosopa hyalinipennis är en tvåvingeart som beskrevs av Cole 1923. Exoprosopa hyalinipennis ingår i släktet Exoprosopa och familjen svävflugor. Inga underarter finns listade i Catalogue of Life.